# Rak thi Khon Kaen
Rak thi Khon Kaen (in thailandese รักที่ขอนแก่น, lett. "Amore a Khon Kaen"), anche noto col titolo internazionale di Cemetery of Splendour, è un film del 2015, scritto e diretto da Apichatpong Weerasethakul.

## Trama
Thailandia. Una misteriosa malattia, che costringe al sonno chi si ammala, ha colpito un plotone di soldati. Trasferiti in un ospedale allestito in una ex scuola a Khon Kaen, gli uomini sono vegliati da infermiere e volontarie, tra cui la casalinga Jen, che si prende cura di Itt accudendolo nel sonno e accompagnandolo in giro durante i suoi brevi risvegli. In un luogo dove i ricordi del passato vivono ancora e si confondono con il presente, Jen stringe amicizia con la medium Keng, che usa i suoi poteri psichici per comunicare con i malati.

## Produzione
Le riprese del film si sono svolte interamente presso la stessa Khon Kaen, dove il regista Weerasethakul è cresciuto.

## Distribuzione
La première mondiale del film ha avuto luogo il 18 maggio 2015 alla 78ª edizione del Festival di Cannes, nella sezione Un Certain Regard. In Italia, stesso anno, la trentatreesima edizione del Torino Film Festival lo ha visto nella sezione Onde (con la prima proiezione il primo giorno, il 20 novembre).
È stato presentato il 23 gennaio al Sundance Film Festival 2016.

## Accoglienza

### Critica
Cemetery of Splendour ha ricevuto il plauso universale della critica. Sul sito web aggregatore di recensioni Rotten Tomatoes, ha un punteggio di approvazione del 97% basato su 71 recensioni, con una valutazione media di 8/10. Il consenso del sito recita: «Cemetery of Splendour elude con grazia gli sforzi per definire il suo significato mentre offre agli spettatori pazienti un'altra meraviglia delicatamente ipnotica dello sceneggiatore/regista Apichatpong Weerasethakul». Su Metacritic, il film ha un punteggio medio ponderato di 87/100 sulla base di 17 recensioni, che indicano «riconoscimento universale».
Il film risulta al secondo posto della top ten del 2015 di Cahiers du Cinéma, mentre figura al quinto posto della top venti del 2015 di Sight & Sound.

## Riconoscimenti
- 2015
  - Asia Pacific Screen Awards: Asia Pacific Screen Award for Best Feature Film
  - Online Film Critics Society Awards: Best Non-U.S. Release
  - Pancevo Film Festival: Lighthouse Award
- 2016
  - International Cinephile Society Awards: ICS Award